# 泉州银行
泉州银行是泉州市1997年6月成立的地方性股份制银行，现有30家分支机构和1个直属营业部，分布在泉州市区及晋江、石狮、南安、惠安和安溪等县市，并设有福州、厦门、漳州、龙岩、莆田等分行。2017年度資產總額達1000億人民幣，上榜英国《银行家》雜誌的“全球银行1000强”榜单。

## 发展历程
- 1997年，泉州市商业银行正式成立
- 2006年，泉州市商业银行顺利完成增资扩股，引进多家民营企业入股
- 2009年，正式更名为泉州银行。
- 2020年，正式搬迁至东海片区泉泰路266号新总部大楼[3]

## 主要股東
- 泉州市财政局13.77%
- 连捷投资集團有限公司8.14%
- 廈門洪門堂投資股份有限公司6.08%
- 萬祥集團股份有限公司4.94%
- 泉州東海開發有限公司4.94%
- 福建潯興集團有限公司4.94%
- 滿譽（福建）輕工機械發展有限公司4.94%
- 廈門恆通建設發展有限公司4.94%
- 廈門新景地集團有限公司4.92%
- 惠安縣國有資產投資經營有限公司3.86%